# Sillhövda distrikt
Sillhövda distrikt är ett distrikt i Karlskrona kommun och Blekinge län. 
Distriktet ligger norr om Karlskrona. 

## Tidigare administrativ tillhörighet
Distriktet inrättades 2016 och utgörs av socknen Sillhövda i Karlskrona kommun.
Området motsvarar den omfattning Sillhövda församling hade vid årsskiftet 1999/2000.